# Sandoval (banda)
Sandoval é um grupo musical mexicano do gênero pop criado no ano de 2008 por Mario Sandoval ex-integrante do dueto Lu, cujo sobrenome batiza o grupo, integrado também por Susy Ortiz (voz), Alex Boom (batería) e Enrique López (baixo, que estreou com o álbum “Lo que siempre soñamos ser”.

## Discografia
| 2009 | Lo Que Siempre Soñamos Ser - Primeiro lbum de estúdio - Lançamento: 31 de agosto de 2009 - Gravadora: Warner Music México - Vendas/México: | #13 |

### Lo que siempre soñamos ser
Lista de canções
1. A Quien Tú Decidiste Amar
2. Sentados En Un Árbol
3. Loco Extraño
4. Juegas A No Ser Tú
5. Lo Que Siempre Soñamos Ser
6. Te Ví
7. Quiero
8. Ella con Lydia de Presuntos Implicados
9. De Madrid Al Cielo Con Chico Castillo
10. Trata
11. Mientras Bailabas

### Singles
| 2009 | A quien tu decidiste Amar | Lo Que Siempre Soñamos Ser | #1 | #2 | #8 | #1 | -  | #1 |
| 2010 | Loco Extraño              | Lo Que Siempre Soñamos Ser | #1 | -  | -  | -  | -  | -  |
| 2010 | De Madrid al Cielo        | Lo Que Siempre Soñamos Ser | -  | -  | -  | -  | #3 | -  |